# HC Lugano
HC Lugano – szwajcarski klub hokeja na lodzie z siedzibą w Lugano.

## Sukcesy
- Złoty medal mistrzostw Szwajcarii: 1986, 1987, 1988, 1990, 1999, 2003, 2006
- Srebrny medal mistrzostw Szwajcarii: 1985, 1989, 1991, 2000, 2001, 2004, 2016, 2018
- Złoty medal Nationalliga B: 1971
- Srebrny medal Nationalliga B: 1974
- Trzecie miejsce w Pucharze Kontynentalnym: 2003, 2004